# Palmorchis nitida
Palmorchis nitida är en orkidéart som beskrevs av Robert Louis Dressler. Palmorchis nitida ingår i släktet Palmorchis och familjen orkidéer.
Artens utbredningsområde är Panamá. Inga underarter finns listade i Catalogue of Life.